# LGV Kénitra - Marrakech
La LGV Kénitra-Marrakech est un projet de ligne à grande vitesse en construction . Elle sera l'extension de la LGV Tanger - Kénitra faisant partie du deuxième maillon du projet marocain de LGV prévoyant de relier à l'horizon 2030-2040 Tanger à Agadir en 4 heures (ligne Atlantique sur une longueur totale de 900 km).
Cette LGV permettra de diminuer les temps de trajet entre les différentes villes se situant sur l'axe atlantique.

## Objectifs du projet
Ce projet consiste en la construction et l'extension d'une nouvelle ligne permettant une vitesse maximale de 350 km/h mais limitée à 320 km/h en service commercial en parallèle au réseau classique existant entre d'une part Kénitra et Casablanca, et d'autre part entre Casablanca et Marrakech. Le réseau préexistant ne supportant que des vitesses maximales n'excédant pas les 160 km/h.
À l'issue de ce projet le temps de parcours du TGV se réduira à 2h45 entre Tanger et Marrakech, 1h entre Tanger et Rabat 1h40 entre Tanger et Casablanca et 35 minutes entre Rabat et Casablanca le tout en contournant Kénitra. Dans cette optique, plusieurs nouvelles gares TGV multimodales seront spécialement construites à Casablanca (Gare de Casa-Sud) et Marrakech (Marrakech-Palmeraie). Des gares TGV desserviront également le stade Moulay Abdellah de Rabat (Hay Ryad), le futur Grand Stade de Hassan II situé à Benslimane ainsi que le nouveau terminal de l'aéroport Mohammed V situé à Nouaceur.
Le projet s'inscrit aussi dans le cadre de l'organisation de la Coupe du Monde 2030 de football. En effet la ligne permettra l'organisation de déplacements rapides entre les villes hôtes marocaines pour les supporters et les sélections.

## La ligne

### Le tracé
La ligne LGV Kénitra-Marrakech s’étendra sur un total de 400 km la LGV est divisé en 2 tronçons principaux : Celui reliant Kénitra à Casablanca sous divisé en 2 tronçons à hauteur de la métropole. Ainsi que celui reliant Casablanca à Marrakech

#### Tronçon Kénitra - Casablanca
Le tronçon commencera à hauteur de l'actuelle fin de la LGV là où se situe le saut-de-mouton utilisée par les TGV actuellement pour rejoindre la ligne classique en direction de Kénitra.
En s'approchant de Rabat, la LGV empruntera d'abord une galerie souterraine d'environ 6 km au dessous de Salé en passant à proximité l’aéroport de Rabat-Salé. La LGV empruntera ensuite deux ponts à hauteur de la Vallée du Bouregreg puis un tunnel long de 3 kilomètres qui permettra de passer sous capitale. Le tunnel se situera en parallèle du tunnel existant traversant la gare de Rabat-Ville. Le premier tronçon de la LGV se terminera à la sortie du tunnel au niveau du jardin d'essais soit à proximité de la gare de Rabat-Agdal.
En sortie de la gare de Rabat-Agdal. La LGV est en parallèle de la ligne classique jusqu'à Ain Attig. La LGV quitte la ligne classique en passant au dessous d'elle par une galerie souterraine de 6 km.
La LGV continue jusqu'aux environs du Stade Hassan II où se situera la nouvelle gare. C'est ici que se termine le premier tronçon de la LGV.

Tronçon Casablanca - Marrakech
C'est à hauteur du Stade Hassan II soit autour de Benslimane que débute le tronçon jusqu'à Marrakech. Au début de ce tronçon celui ci est divisé en deux. En effet un tronçon permettra de passer au cœur de la capitale économique. Celui ci ira de la gare du Stade Hassan II jusqu'à rejoindra l'autre tronçon à hauteur de la gare du nouveau terminal de l'Aéroport Mohammed V. Ce tronçon permettra aux trains de s'arrêter à la gare de Casa Voyageurs et de Casa Sud. Ce tronçon sera ainsi en parallèle de la ligne classique entre Mohammedia et Bouskoura.
L'autre tronçon quant à lui contourne Casablanca en rejoignant immédiatement l'Aéroport Mohammed V. Ce qui permettera ainsi de proposer des services Al Boraq entre Tanger et Marrakech en contournant la ville de Casablanca.
Après l'arrêt à hauteur de l'Aéroport, la LGV continue jusqu'à Marrakech. A l'entrée de Marrakech, elle fera arrêt à hauteur de la nouvelle gare de Marrakech Palmeraie. Puis elle finira au niveau de l'actuelle gare de Marrakech. Un triangle ferroviaire sera construit à la sortie nord de la gare de Marrakech-Palmeraie afin d'anticiper l'accès à la future LGV Marrakech-Agadir et la ligne classique vers Essaouira

### Les gares
Le train à grande vitesse desserviront trois villes : Rabat, Casablanca et Marrakech.
À l'intermédiaire de cette LGV, en plus des gares existantes de Rabat-Agdal et Casa Voyageurs, de nouvelles gares TGV multimodales seront construites.
- Gare de l’aéroport Rabat-Salé

La nouvelle LGV reliera l'aéroport de Rabat-Salé au réseau national d’après le directeur de l’ONCF, Mohamed Rabie Khlie.
- Gare de Hay-Riad

Actuellement en construction et bien que prévue d'être desservie par les trains conventionnels, la gare de Hay Riad fait partie du projet de la LGV. Elle servira d'arrêt temporaire pour les TGV uniquement lors de la Coupe du Monde de football 2030 à cause de sa proximité avec le stade Moulay Abdellah. Avec son ouverture prévue en 2025, le TGV pourrait aussi marquer un arrêt temporaire durant la Coupe d'Afrique des Nations 2025.
- Gare Stade Hassan II

Située non loin du stade Hassan II, elle servira aussi d'arrêt pour le mondial 2030 et puis comme arrêt occasionnel en cas de grands évènements (Derby Raja-Wydad ou matchs de l'équipe nationale). Sans oublier le développement de la ville de Benslimane ainsi que sa proximité avec Mohammedia qui pourrait permettre aux villes en périphérique de Casablanca d'emprunter immédiatement la LGV à hauteur de cette gare.
- Gare de Casa Sud

Actuelle gare des Facultés, la nouvelle gare multimodale renommée Casa Sud doit devenir le hub national du transport ferroviaire. En effet elle sera l'arrêt des TGV, trains de grandes lignes, régionaux ainsi que du RER de Casablanca. Les travaux de terrassement de la gare ont commencé depuis février 2025.
- Gare Aéroport Mohammed V - Nouveau Terminal

La nouvelle gare de l'aéroport Mohammed V se situera dans les sous-sols du nouveau terminal, à proximité de l'autoroute Casablanca-Agadir, qui sera à l'horizon 2030 par l'ONDA.
- Gare de Marrakech-Palmeraie

La future gare se situera à la jonction entre la LGV et la ligne classique. Elle sera construite à l'entrée de Marrakech et sera dans un premier temps un arrêt secondaire en plus de la gare de Marrakech. Après le prolongement de la LGV à Agadir, les TGV à destination d'Agadir feront arrêt à cette gare afin de desservir la ville ocre sans rebrousser chemin.
- Gare de Marrakech-Guéliz

L'actuelle gare de Marrakech sera renommée Marrakech-Guéliz afin de faire la distinction avec celle de la Palmeraie. La nouvelle gare donnera lieu à d'importants travaux afin d'accueillir le TGV ainsi que les trains actuels. Comme pour la gare de Tanger-Ville, la gare existante inaugurée en 2009 sera intégrée à la nouvelle gare.

### Équipement
La LGV Kénitra - Marrakech sera conçue pour une vitesse maximale de 350 km/h mais les trains seront limités à une vitesse commerciale de 320 km/h.

## La desserte

### Temps de Trajet
| Gare              | Temps par ligne classique | Temps prévu en 2029 |
| ----------------- | ------------------------- | ------------------- |
| Tanger-Kénitra    | 3h15min                   | 47 min              |
| Tanger-Rabat      | 3h45min                   | 1h00min             |
| Tanger-Casablanca | 4h45min                   | 1h35min             |
| Tanger-Marrakech  | 8h49min                   | 2h45min             |
| Rabat-Casablanca  | 45 min                    | 35 min              |
| Rabat - Marrakech | 3h44min                   | 1h40min             |

### Matériel roulant
Le projet de la LGV Kénitra - Marrakech inclut le projet d'acquisition de 168 nouveaux trains. Ce projet d'acquisition consiste dans un premier temps à renouveler la flotte de trains de l'ONCF composé majoritairement de voitures corail, d'automotrices (ZMC et Z2M). Ainsi que dans un second temps à mettre en place un écosystème ferroviaire permettant à long terme à construire des trains au Maroc dédié à son marché ainsi que ceux européen et africain.
Ce projet d'acquisition était divisés en 3 lots : "Rame à grande vitesse", "Intercity" et "TNR + Métropolitain". Le lot des rames à grande vitesse contenait 18 trains, le lot "Intercity" 40 Trains et le "TNR + Métropolitain" 110 trains (50 pour le service TNR et 60 pour le service Métropolitain) 

#### Rames à grande vitesse (RGV)
En plus des 12 rames à grande vitesse existantes (les Euroduplex) que l'ONCF avait commandé pour la LGV Tanger-Kénitra, l'ONCF a prévu de commander 18 nouvelles rames à grande vitesse (dont 6 en option) faisant partie des sous-lots de la commande de 168 trains qui aboutira à la création d'un écosystème industriel ferroviaire marocain, avec un taux d'intégration local élevé. Alstom, CAF, Siemens, Talgo, Hitachi et Hyundai Rotem ont été candidats pour obtenir le lot le plus prestigieux du contrat.
Alstom est choisi comme "soumissionnaire privilégiée" lors d'un contrat signé par l'ONCF et Alstom lors du 1er jour de la visite d'Etat d'Emmanuel Macron au Maroc en octobre 2024. L'entreprise française remporte ainsi le contrat du lot "rame à grande vitesse". Bien que le montant du contrat n'a pas tranché, il avoisine les 750 millions à 1 milliard d'euros.
L'ONCF prévoit ainsi de commander 18 trains à grande vitesse issue de la famille Avelia Horizon, plus connu sous le nom de TGV M donné par la SNCF.
La commande de l'ONCF est officiellement confirmé par Alstom le 28 mars 2025.

#### Train de Haute Performance (THP)
L'ONCF prévoit aussi dans son projet d'écosystème industriel ferroviaire la commande de 40 trains de type Intercity capable d'atteindre une vitesse maximale de 200 km/h. Ces trains doivent remplacer l'actuel service Al Atlas reliant Fès à Marrakech, exploité par des voitures-Corail vieillissantes tractées par des E1400 ou E1450. Ces trains emprunteront la LGV entre Kénitra et Casablanca avant de revenir sur la ligne classique vers Marrakech. CAF, Talgo et Hyundai Rotem étaient candidats pour remporter ce lot. C'est l'entreprise espagnole basque CAF qui remporte lot "Intercity".

### Impact sur le réseau ferroviaire actuel
Transport métropolitain régional
Le projet LGV Kénitra - Marrakech aura un impact considérable sur la ligne classique dont sa colonne vertébrale relie Fès à Marrakech. Ainsi l'ONCF compte inclure pour la première fois un service de trains dit métropolitains soit l'équivalent d'un réseau express régional. Ces trains proposeront selon les lignes respectives des fréquences entre 15 à 30 minutes. Les villes concernés par ce projet sont : Casablanca, Rabat et Marrakech
Casablanca
Les correspondances précisés sont celles qui auront lieu à l'horizon 2030
- Ligne 1 : Benslimane - Aéroport Mohammed V

|  |   |  | Gare                    | Correspondances                               |
|  | - |  | ----------------------- | --------------------------------------------- |
|  | o |  | Gare de Benslimane      |                                               |
|  | o |  | Gare Stade Hassan II    | Al Boraq                                      |
|  | o |  | Mohammédia Facultés     | Ligne 2                                       |
|  | o |  | Mohammédia              | TNR, Ligne 2                                  |
|  | o |  | Zenata                  | Ligne 2                                       |
|  | o |  | Sidi Bernoussi          | Ligne 2,                                      |
|  | o |  | Aïn Sebaâ               | TNR,                                          |
|  | o |  | Hay Mohammadi           | Ligne 3                                       |
|  | o |  | Casa Voyageurs          | Al Boraq, Al Atlas, AéroExpress , Ligne 3,    |
|  | o |  | Nouvelle Médina         | Ligne 3                                       |
|  | o |  | Mers Sultan             | Ligne 3 ,                                     |
|  | o |  | L'Oasis                 | Ligne 3 ,                                     |
|  | o |  | Sidi Maârouf            | Ligne 3                                       |
|  | o |  | Casa Sud                | Al Boraq, Al Atlas, TR, AéroExpress, Ligne 1, |
|  | o |  | Bouskoura               | TR                                            |
|  | o |  | Nouaceur Ville Nouvelle |                                               |
|  | o |  | Aéroport Mohammed V     | Al Boraq                                      |

- Ligne 2 : Mohammédia Facultés - Casa Port

|  |   |  | Gare                | Correspondances |
|  | - |  | ------------------- | --------------- |
|  | o |  | Mohammédia Facultés | Ligne 1         |
|  | o |  | Mohammédia          | TNR, Ligne 1    |
|  | o |  | Zenata              | Ligne 1         |
|  | o |  | Sidi Bernoussi      | Ligne 1,        |
|  | o |  | Aïn Sebaâ           | TNR, Ligne 1,   |
|  | o |  | Casa-Port           |                 |

- Ligne 3 : Casa Port - Nouaceur Ville Nouvelle

|  |   |  | Gare                    | Correspondances                          |
|  | - |  | ----------------------- | ---------------------------------------- |
|  | o |  | Casa-Port               | TNR , AéroExpress,                       |
|  | o |  | Hay Mohammadi           | Ligne 1                                  |
|  | o |  | Casa Voyageurs          | Al Boraq, Al Atlas, AéroExpress, Ligne 1 |
|  | o |  | Nouvelle Médina         | Ligne 1                                  |
|  | o |  | Mers Sultan             | Ligne 1 ,                                |
|  | o |  | L'Oasis                 | Ligne 1 ,                                |
|  | o |  | Sidi Maârouf            | Ligne 1 ,                                |
|  | o |  | Casa Sud                | Al Boraq, Al Atlas, TR, Ligne 1,         |
|  | o |  | Bouskoura               | TR                                       |
|  | o |  | Nouaceur Ville Nouvelle |                                          |

- Aéro Express : Casa Port - Aéroport Mohammed V : L'actuel Al Bidaoui sera reconverti en une ligne Aéro Express c'est-à-dire une ligne directe reliant la gare de Casa Port à la gare de l'Aéroport Mohammed V en marquant un arrêt à la gare de Casa-Sud

|  |   |  | Gare                                   | Correspondances                           |
|  | - |  | -------------------------------------- | ----------------------------------------- |
|  | o |  | Casa-Port                              | TNR , Ligne 2, Ligne 3,                   |
|  | o |  | Casa-Voyageurs                         | TNR, Ligne 1, Ligne 3                     |
|  | o |  | Casa-Sud                               | Al Boraq, Al Atlas, TR, Ligne 1, Ligne 3, |
|  | o |  | Aéroport Mohammed V - Nouveau Terminal | Al Boraq, Ligne 1                         |

Ainsi 5 nouvelles gares sont prévues d'être construites sur la ligne existante :
- Mohammedia Facultés : Situé entre la gare de Mohammedia et la gare de Bouznika, permettant la desserte du nord de la ville de Mohammédia.

- Zenata :Entre les gares de Mohammédia et Sidi Bernoussi, permettant la desserte du nord de la nouvelle ville de Zenata.
- Sidi Bernoussi :A l'est de la gare d'Aïn Sebaâ, permettant la desserte du quartier Sidi Bernoussi, important pôle industriel et densément peuplé ;
- Nouvelle Médina : Situé entre la gare de Casa-Voyageurs et la gare de Mers Sultan. Elle se situera à proximité du quartier du Habous,
- Sidi Mâarouf : Situé entre la gare de Casa-Oasis et la gare de Casa-Sud, elle permettra de desservir le Technopark de Casablanca et le centre d'Affaire de Sidi Mâarouf
- Casa Sud : L'actuelle gare des Facultés sera renommée Casa Sud et sera reconstruite pour devenir le futur grand hub ferroviaire sud de la ville de Casablanca et du réseau ferroviaire national.

- Nouaceur-Ville Nouvelle : Entre la gare de Bouskoura et la gare de l'Aéroport Mohammed V, permettant une desserte de la nouvelle ville de Nouaceur, à l'est de l'aéroport Mohammed V, inaccessible depuis la gare actuelle de Nouaceur qui est située à l'ouest de l'aéroport, sur la ligne Casablanca-Settat ;

Rabat
- Ligne : Kénitra - Skhirat

|  |   |  | Gare           | Correspondances           |
|  | - |  | -------------- | ------------------------- |
|  | o |  | Kénitra        | Al Boraq, TNR             |
|  | o |  | Sidi Taïbi     |                           |
|  | o |  | Sidi Bouknadel |                           |
|  | o |  | Sidi Abdellah  | TNR                       |
|  | o |  | Salé-Tabriquet | TNR, L1                   |
|  | o |  | Salé-Ville     | TNR, L1                   |
|  | o |  | Rabat-Ville    | TNR, L1                   |
|  | o |  | Rabat-Agdal    | Al Boraq , Al Atlas , TNR |
|  | o |  | Hay-Ryad       |                           |
|  | o |  | Témara         | TNR                       |
|  | o |  | Aïn Attig      |                           |
|  | o |  | Skhirat        | TNR                       |

Marrakech
- Ligne : Marrakech - Benguerir

|  |   |  | Gare                | Correspondances |
|  | - |  | ------------------- | --------------- |
|  | o |  | Marrakech Guéliz    | Al Boraq        |
|  | o |  | Marrakech Palmeraie | Al Boraq        |
|  | o |  | Stade Marrakech     |                 |
|  | o |  | Sidi Bou Othmane    |                 |
|  | o |  | Ville verte         |                 |
|  | o |  | Benguerir           | Al Atlas        |

## Financement
Le coût de la LGV Kénitra - Marrakech s'élève à 53 milliards de dirhams. Si l'on inclut le projet d'acquisition de 168 nouveaux trains de l'ONCF coûtant 29 milliards de dirhams ainsi que le projet de développement de réseau express régional à Rabat, Casablanca et Marrakech. Le projet s'élève globalement à 96 milliards de dirhams.